# Algo amargo en la boca
Algo amargo en la boca es una película dramática española dirigida por Eloy de la Iglesia y estrenada en 1969. Producción de bajo presupuesto, con fallos de guion y puesta en escena, tuvo problemas con la censura cinematográfica y anticipó algunos temas tratados posteriormente en la filmografía del realizador vasco. El reparto está encabezado por Irene Daina, Juan Diego y Maruchi Fresno.

## Sinopsis
César (Juan Diego) va a celebrar la Navidad a la casa de campo de unos familiares: Aurelia (Maruchi Fresno) y Clementina (Irene Daima), dos hermanas ya mayores que conviven con un pasado repleto de frustraciones amorosas. En la casa también reside Ana (Verónica Luján), una sobrina que regresa al domicilio familiar después de una estancia de dos años como novicia en un convento católico. Completa la nómina de residentes en la casa Jacobo (Javier de Campos), un muchacho que tiene un retraso mental, hijo de la antigua criada de la familia ya fallecida. 
A su llegada a la casa César se encuentra en la situación de que las tres mujeres de la familia, de edades y condiciones diferentes, pretenden lograr su atención romántica. Se convierte en el objeto de deseo de un hogar donde la represión, la moralidad y la religión dominan todo de manera casi enfermiza. Al sentirse atraído por Ana se desata el drama entre los habitantes de la casa, con unas trágicas consecuencias.

## Reparto
- Maruchi Fresno - Aurelia
- Juan Diego - César
- Javier de Campos - Jacobo
- Verónica Luján - Ana
- Irene Daina - Clementina
- Toni Carceller - Novia de César

## Producción
Rodada en Pozuelo de Alarcón, alrededores de El Pardo, Madrid y Navacerrada, Algo amargo en la boca se trata de la segunda película del realizador, tras Fantasía... 3 (1966). Pero fue la primera película estrenada en salas comerciales: el 10 de noviembre de 1969 en los cines Montecarlo de Barcelona y el 14 de junio de 1972 en los cines Peñalver de Madrid.
Rodada con un presupuesto escaso Eloy de la Iglesia consiguió ensamblar una producción industrial mediante la creación de una cooperativa para realizar el film. Para ello se contó con la participación fundamental de Juan Diego quien, gracias a sus contactos, logró reunir capital y profesionales de la industria como el montador Pablo G. del Amo. El rodaje se desarrolló durante cuatro semanas.
El guion fue coescrito por Eloy de la Iglesia y Luis Bermejo con la colaboración para los diálogos de Ana Diosdado. Debido a la temática y el modo de mostrar la trama, en la que lo simbólico es sustituido por la evidencia, la película tuvo amplios problemas de censura. Finalmente, con grandes dificultades, el clima morboso se enfrió y, según el director, "acabaron cediendo algo porque sabían que iba a ser un producto minoritario".

La película estuvo a punto de convertirse en mi tumba profesional. La censura se lo tomó casi como un problema de amor propio. Para hacer pasar el guion presentamos uno que no tenía nada que ver con el auténtico. (...) En principio la prohibieron tajantemente y tardaron varios meses en acceder a tratar de los posibles cortes y modificaciones.
Eloy de la Iglesia, sobre Algo amargo en la boca en Conocer a Eloy de la Iglesia (Filmoteca Vasca, 1996)